# 太原府 (交阯)

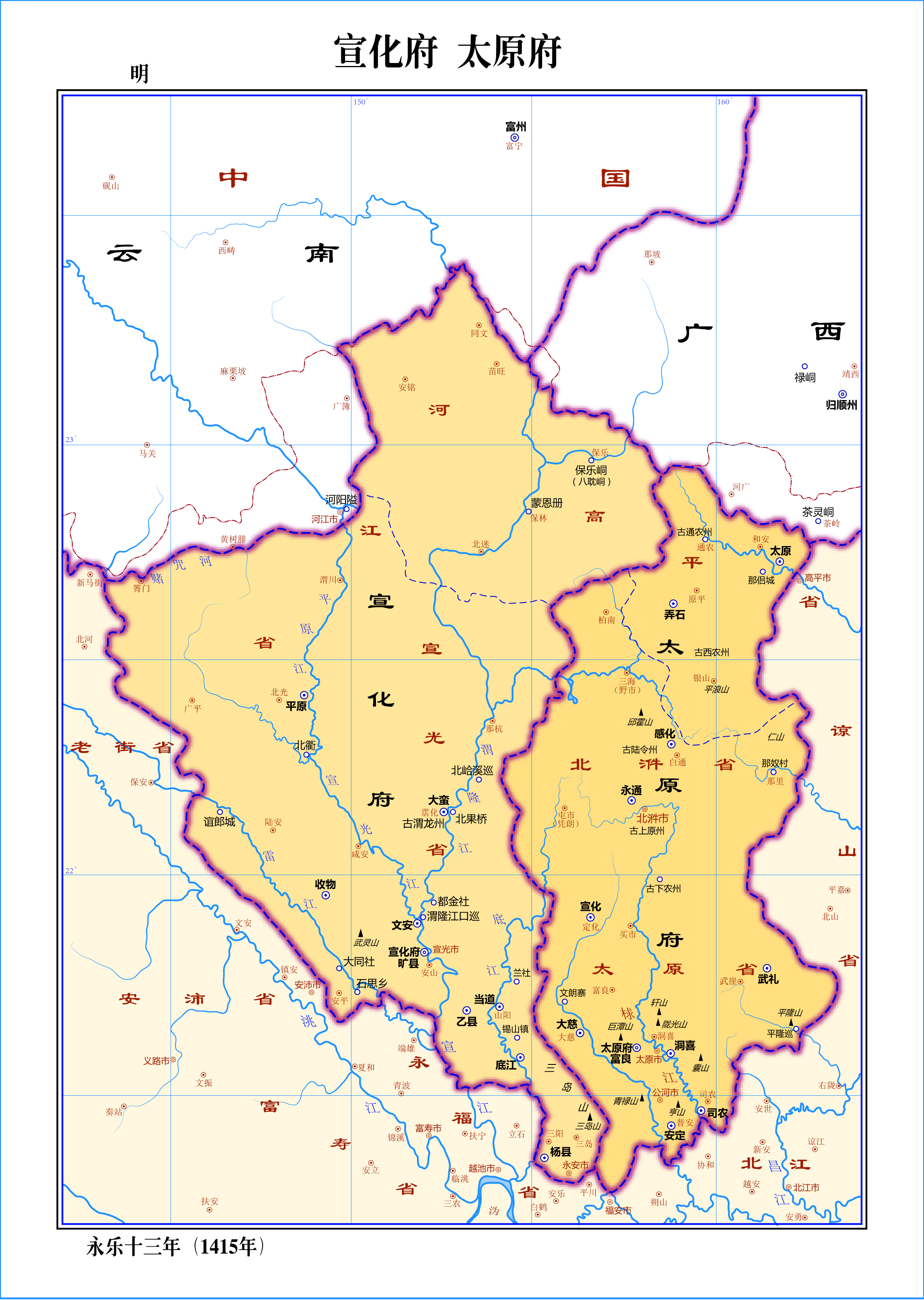
明代交阯宣化府太原府圖

太原府，是明代交阯承宣布政使司下轄的一個府，領富良縣、司農縣、武禮縣、洞喜縣、永通縣、宣化縣、弄石縣、大慈縣、安定縣、感化縣、太原縣十一個縣。治約在今越南太原省、北𣴓省、高平省的西半部。

## 沿革
- 永樂六年冬十月己卯，陞交阯太原直隸州為太原府，設太原府稅課司[2][3][4][5][6]。
- 永樂七年九月乙酉，以交阯太原鎮金場局隸太原府[7]。
- 永樂九年三月乙亥，陞交阯宣化府土官同知黃公剔為太原府知府，公剔上言：交阯去京師遠士人之仕者，恒念不獲躬睹朝廷文物之盛，臣今來朝，聖恩特加遷擢，不勝慶倖，誠願效勞輦轂之下，以圖補報。從之，命吏部移文交阯布政司給路費廩給遣其家屬來完聚[8]。
- 永樂九年三月甲申，以交阯土官太原府同知麻伯虎竭力建功，剿戮叛賊，固守境土，遣人齎敕往勞賜之彩幣三表裏、織金綺衣一襲、鈔千貫[9]。
- 永樂十年三月庚戌，交阯太原府同知貢𬍯[10]言：「交阯官吏多有挈家來者，或死於中途，或歿于任所，所遺妻妾，路遠不能歸，窘於衣食，往往服未終而更嫁，有傷風化，今後應有亡故官吏妻妾，官為續食，遞送還鄉守制，庶全人倫，厚風化。」，從之[11]。
- 永樂十二年三月戊戌，太原府土官同知楊巨覽遣人貢金銀器等物，皇太子命禮部宴勞之[12]。
- 永樂十三年夏五月甲辰，設交阯太原府廣積庫[13]。
- 永樂十四年五月丙午，設交阯太原府儒學、陰陽學、醫學、僧綱司、道紀司[14]。
- 永樂十七年九月丙辰，廢太原府司農縣入安定縣、洞喜縣入富良縣、大慈縣入宣化縣[15]，領縣八。
- 永樂二十年夏五月庚申，交阯太原等府及所隸州縣學師生貢方物詣闕，謝賜五經、四書、性理大全、為善陰隲書，皇太子令禮部賜賚之[16]。
- 宣德二年二月乙酉，陞交阯太原府同知龍應漳為交阯布政司右參議[17]。